# Condado de Taylor (Kentucky)
O Condado de Taylor é um dos 120 condados do estado americano de Kentucky. A sede do condado é Campbellsville, e sua maior cidade é Campbellsville. O condado possui uma área de 718 km² (dos quais 19 km² estão cobertos por água), uma população de 22 927 habitantes, e uma densidade populacional de 33 hab/km² (segundo o censo nacional de 2000). O condado foi fundado em 1848. O condado proíbe a venda de bebidas alcoólicas.